# Abbadia San Salvatore
Abbadia San Salvatore is een middeleeuws Italiaans stadje in Toscane, en behoort tot de provincie Siena.
Het is gelegen op de hellingen van de Monte Amiata en heeft ongeveer 7000 inwoners.
De naam is ontleend aan de benedictijnenabdij die er in 743 werd gesticht en in 1036 herbouwd.
Er zijn vele typisch oude gebouwen. Verder is er een kwikzilvermijn en belangrijke fruitteelt.

## Impressie

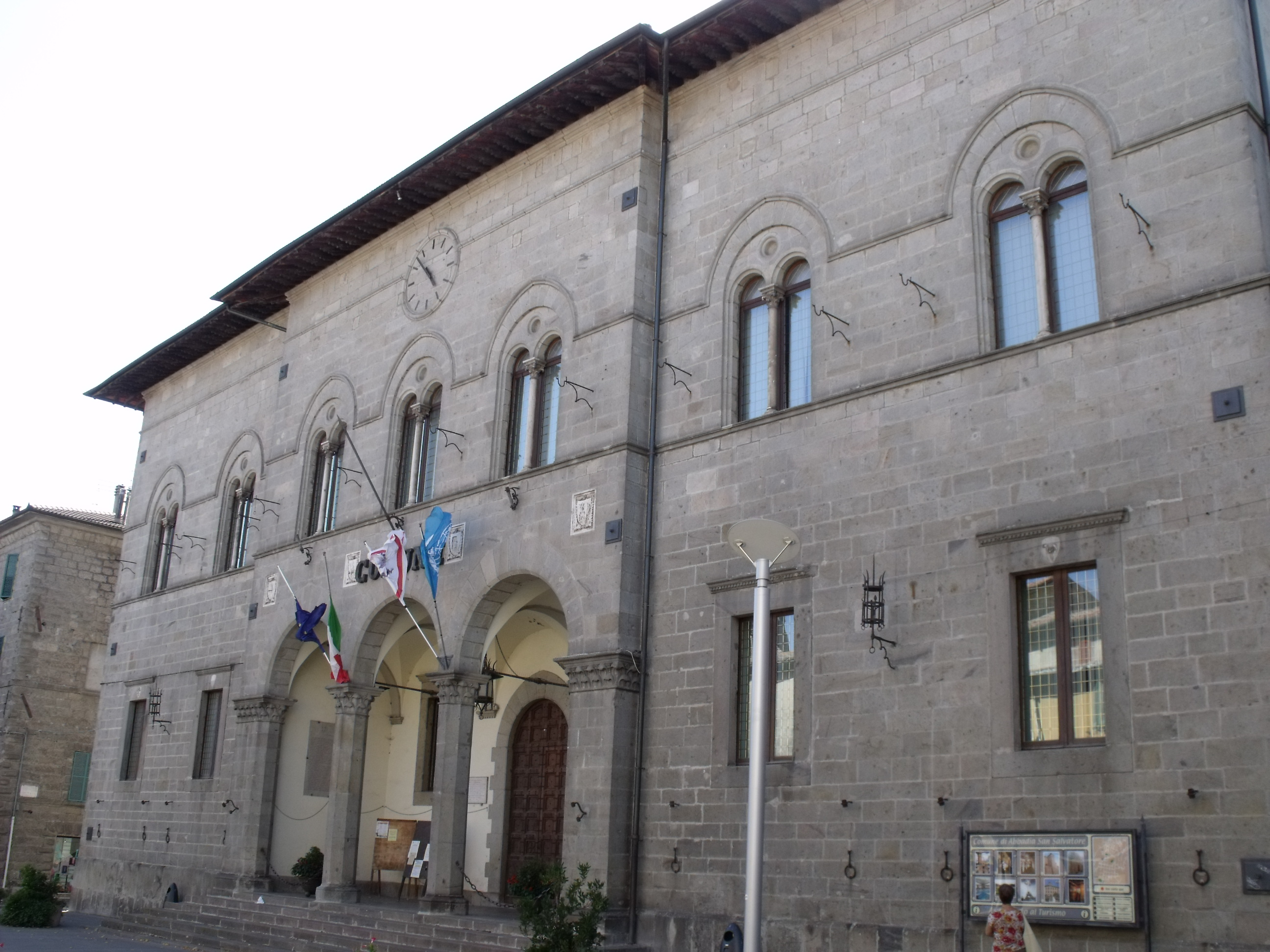
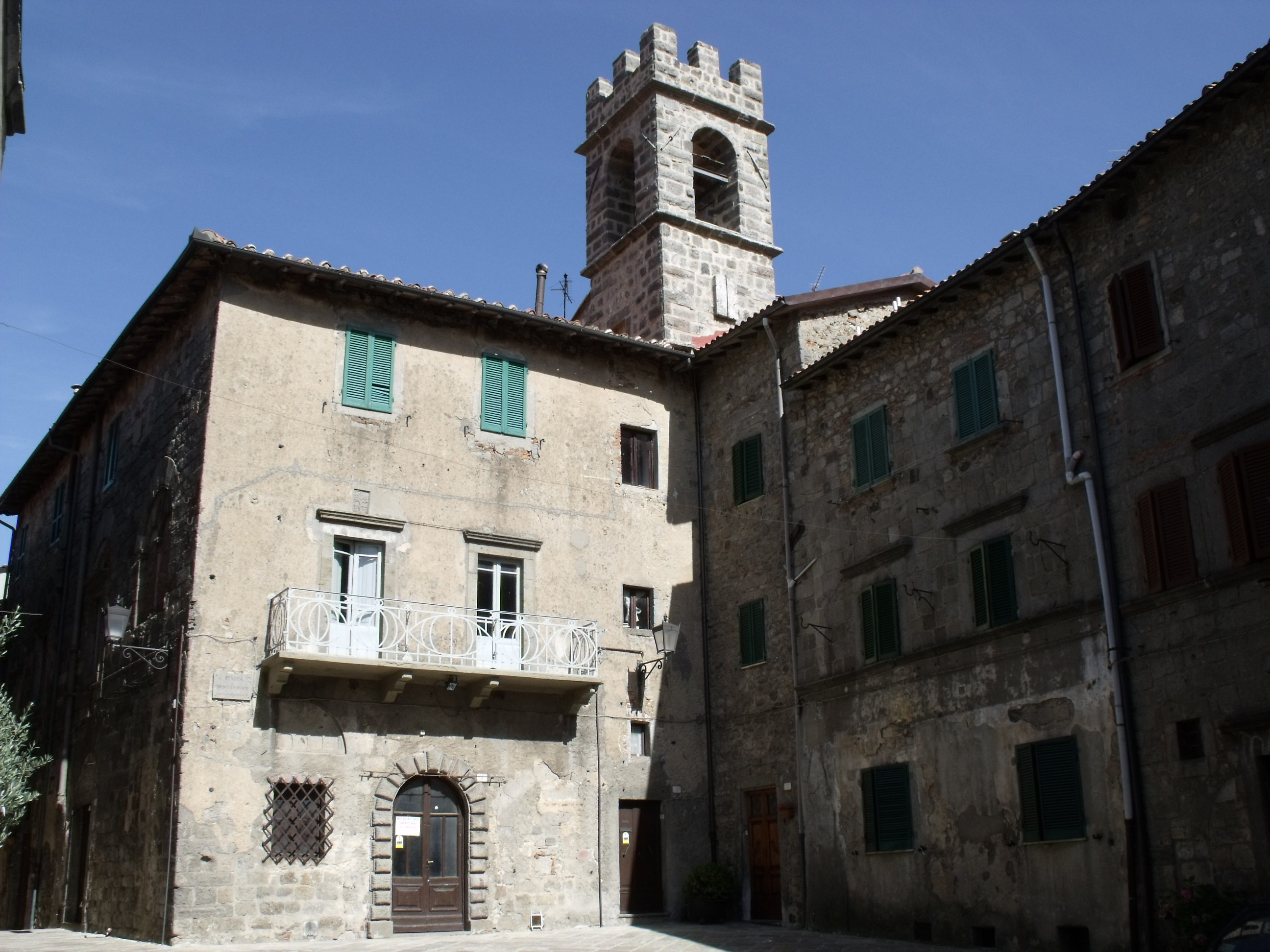
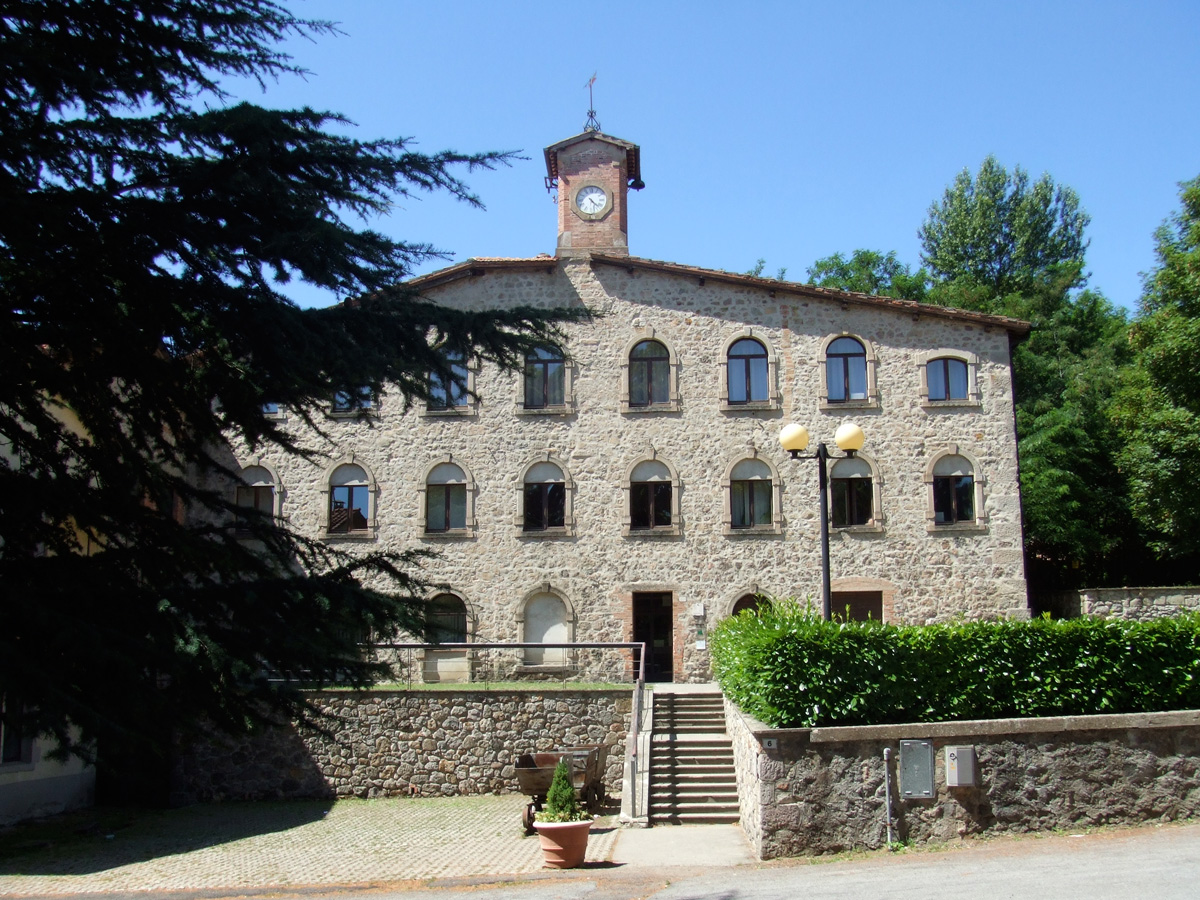
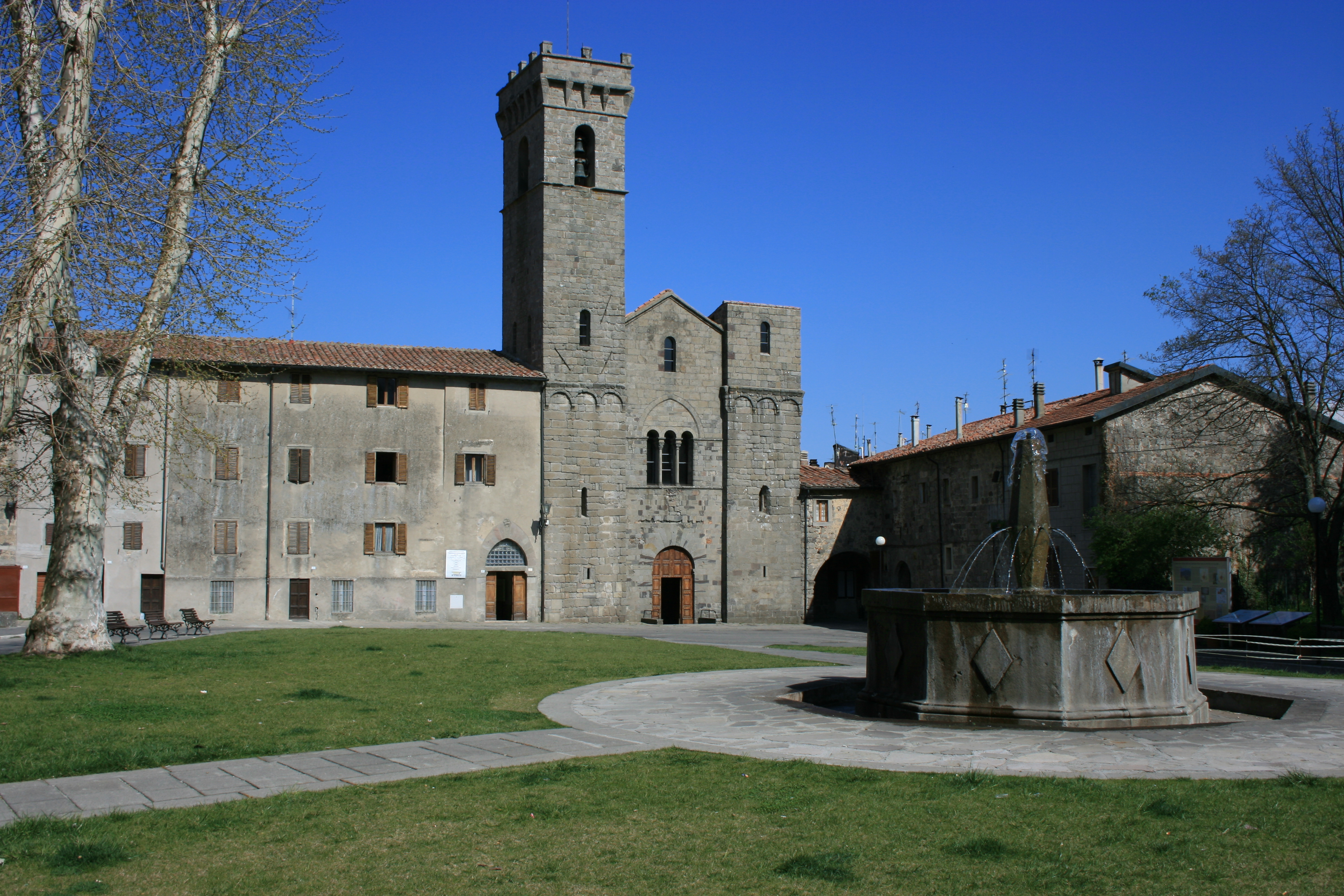
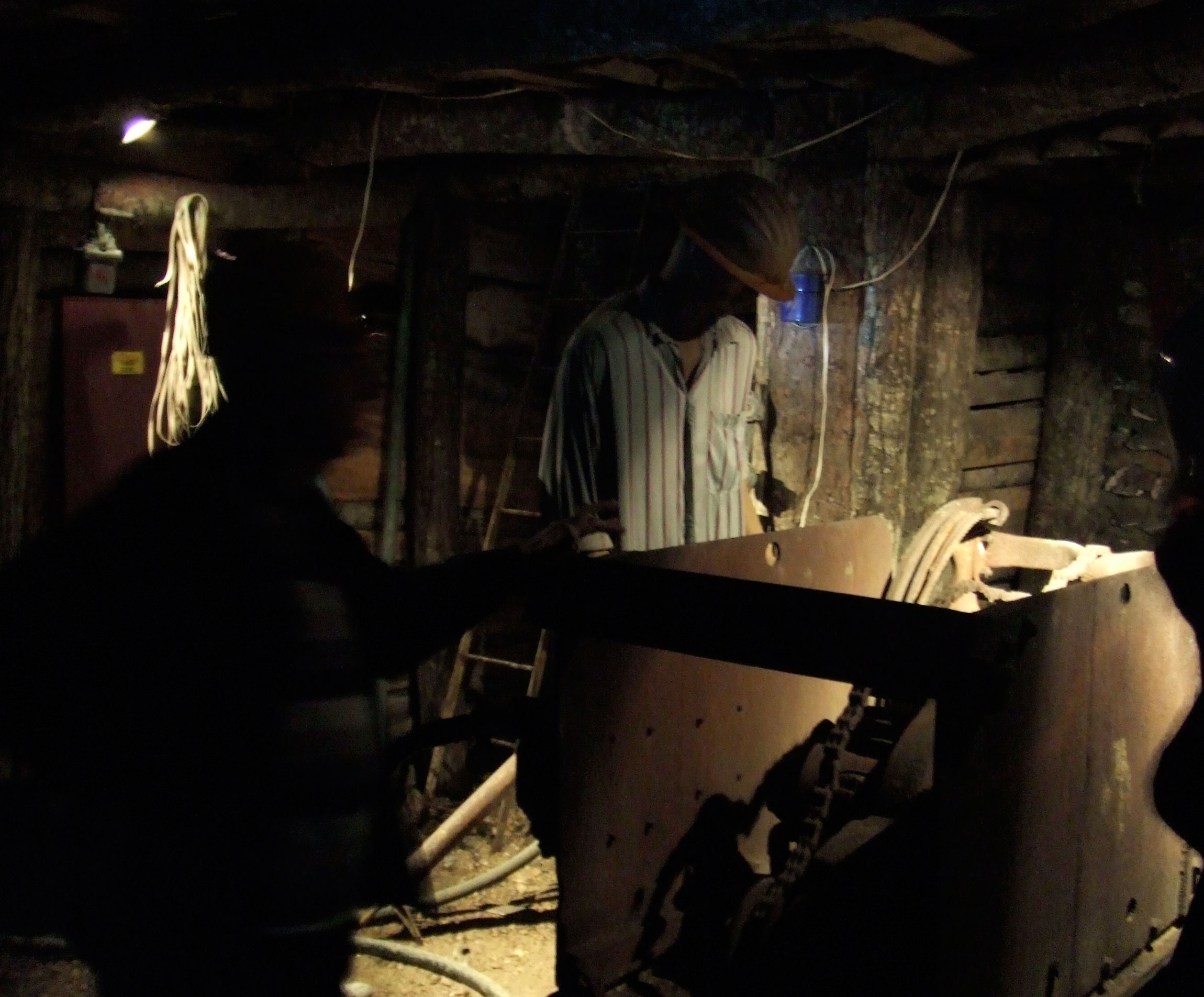